# كيني ستراود
كيني ستراود (بالإنجليزية: Kenny Stroud)‏ هو لاعب كرة قدم بريطاني في مركزي الدفاع والوسط، ولد في 1 ديسمبر 1953 في فولهام في المملكة المتحدة. لعب مع سويندون تاون ونادي بريستول سيتي ونيوبورت كونتي.